# Ильины
Ильины́ — русские дворянские роды.
В Гербовник внесены четыре фамилии Ильины:
1. Ильины, потомки Рюрика (Герб. Часть VIII. № 8).
2. Ильины, потомки Ивана Ильина, произведённого в коллежские советники (1793) (Герб. Часть I. № 143)[1].
3. Потомство надворного советника Григория Ильича Ильина (герб. Часть XV. № 133).
4. Ильины (Герб. Часть XXI. № 58).

## Происхождение и история рода

### Дворянский род от Рюрика
Ильины, потомки Рюрика, происходят от последнего князя Галицкого (Галича Северного) Дмитрия Ивановича, жившего в конце XIV века, который был согнан с удела великим князем Дмитрием Донским. Его внук князь Борис Васильевич имел сына Семёна Борисовича по прозванию Осина, который князем уже не писался и был родоначальником Осининых, Ляпуновых и Ильиных . До присоединения великого рязанского княжества к московскому (1521), род Ильиных записан среди бояр рязанских владык. В XVII веке Ильины служили стольниками, стряпчими и воеводами. Этот род Ильиных внесён в VI часть родословной книги Тульской и Рязанской губерний (Гербовник VIII, 8). Непосредственно фамилия этого рода происходит от имени Ильи Семёновича Младшего Ляпунова, потомка Рюрика в 23 колене.

#### Дворянские роды
Другой род Ильиных происходит от дворцового ключника Тимофея Ильина, сын которого, Денис, был во второй половине XVII века стольником. Этот род внесён в III часть родословной книги Тверской губернии.
Остальные роды Ильиных, числом около 100, более позднего происхождения. Иван Ильин вступил в службу в 1758 г., 2 сентября 1793 г. произведён коллежским советником, и находясь в сём чине 25 апреля 1796 г. пожалован в дворянское достоинство дипломом (Гербовник I, 143).

## Описание гербов

#### Герб Ильиных 1785 г.
В Гербовнике Анисима Титовича Князева 1785 года имеется печать с изображением герба Андрея Ивановича Ильина: в серебряном поле щита, имеющего овальную форму, изображена чёрная птица, держащая в левой лапе ствол пушки, а в правой — серый меч, остриём вверх. Над головой птицы и остриём меча изображены золотые короны. Щит увенчан коронованным дворянским шлемом с клейнодом на шее. Вокруг щита воинская арматура: справа — три знамени, вверху сабля, внизу пушка и пика, а слева — четыре знамени, одно из которых с вышитым одноглавым орлом с распростёртыми крыльями. Щит стоит на земле, рядом с которым изображены барабаны и пушечные ядра.

#### Герб. Часть I. № 143.
Герб потомства коллежского советника Ивана Ильина, пожалованного дипломом на дворянство 25 апреля 1796 года: щит разделён диагональной чертой с правого верхнего угла к левому нижнему. В верхней части, в красном поле, перпендикулярно поставлена шпага, остроконечием обращённая вверх. В нижней части, в голубом поле, изображена серебряная лилия. Щит увенчан обыкновенным дворянским шлемом с тремя страусовыми перьями. Намёт на щите красный, подложен серебром.

#### Герб. Часть VIII. № 8
В щите, имеющем золотое поле, изображён чёрный одноглавый орёл с золотой на главе короною, держащий в правой лапе меч над которым видна корона, а в левой — пушку. Щит покрыт мантией и шапкой, принадлежащей княжескому достоинству.

ОГ I, 143

Щит разделён диагональною чертой с правого верхнего угла к левому нижнему. В верхней части в красном поле перпендикулярно поставлена шпага, острым концом обращённая вверх; в нижней части в голубом поле изображена серебряная лилия.
На щите дворянский коронованный шлем. Нашлемник: три страусовых пера. Намёт на щите красный, подложенный серебром.

#### Герб. Часть XV. № 133.
Герб потомства надворного советника Григория Ильича Ильина: в голубом щите золотой якорь (польский герб Котвица). Кайма щита серебряная, на ней восемь чёрных горящих гранат. Над щитом дворянский коронованный шлем. Нашлемник: три страусовых пера: среднее — голубое, правое — золотое, левое — серебряное. Намёт: голубой, подложен золотом.

#### Герб. Часть XXI. № 58
Герб Ильиных: в чёрном щите золотая горящая червлёным пламенем граната. Глава щита горностаевая. Щит увенчан дворянским коронованным шлемом. Нашлемник: три страусовых пера, из коих среднее — золотое, а крайние — чёрные. Намёт: чёрный, подложенный золотом.

## Известные представители рода
- Ильин Осип Иванович — упомянут в шведском походе (1536) и при взятии Ревеля, где в чине второго воеводы принимал и описывал военные трофеи (1540),
- Ильин Иван Васильевич — наместник в Кашире (1549), ходил воеводою с полком в Полоцкий поход (1551), думный дворянин.
- Ильин Юрий Иванович — ходил третьим воеводой Передового полка в Казанский поход по Волге (1545).
- Ильин Василий Молчанович — воевода в литовских походах Ивана Грозного.
- Ильин Иван Яковлевич — погиб в Муроме в бою с казанскими татарами (март 1549), его имя записано в синодик Московского Успенского кремлёвского собора и синодик «по убиенным во брани» для вечного поминовения[8].
- Ильин Пятой — дьяк, выдал ввозную грамоту Чирковым в Ярославском уезде (август 1559)[9].
- Опричниками Ивана Грозного (1573) числились: Данила, Петелька, Фёдор, Шарап и Широкий Ильины[10].
- Ильин Осип — дьяк, участвовал в зимнем государевом шведском походе (1572), казнён (1575), его имя записано в синодик опальных людей Ивана Грозного[11].
- Ильин Томило — дьяк, послан в данном чине на реку Сестру при послах на съезд с шведскими послами (1574).
- Ильин Матвей — сын боярский, послан при послах к немцам (1576), осадный воевода в Линеварде (1581—1582).
- Ильин Иван — осадный голова в Венёве (1598).
- Ильин Второй — воевода на Белоозере (1607).
- Ильин Богдан — дьяк, воевода в Устюге — Великом (1610—1611), на Белоозере (1612—1613), в Угличе (1613—1614).
- Ильин Василий Тимофеевич — воевода в Верхотурье (1615—1617)[12].
- Ильины: Пётр Воинович, Иван Михайлович, Григорий Васильевич, Григорий Никифорович — каширские городовые дворяне (1627—1629).
- Ильин Дорофей — дворянин, участвовал в боях с поляками под Смоленском (1634).
- Ильин Томило — белозерский дворянин, участвовал в боях с поляками под Смоленском (1634), за что ему был прибавлен оклад.
- Ильин Андрей Петрович — голова в государевом полку в походе из Смоленска под Ригу против шведов (1634), вновь ходил в поход из Смоленска под Ригу (1656).
- Ильин Тимофей Петрович — второй сторожеставщик и дозорщик в Крымском походе (1687), стольник (1703).
- Ильин Алексей Иванович — стольник царицы Натальи Кирилловны (1676), стольник (1686—1692).
- Ильин Степан Иванович — стольник царицы Прасковьи Фёдоровны (1686).
- Ильин Семён Иванович — стольник царицы Натальи Кирилловны (1692).
- Ильин Сидор Артемьевич — стольник, ротмистр четвёртой роды дворян под Азовом против турок и татар (1696), стольник (1703).
- Ильин Григорий Артемьевич — стольник, поручик четвёртой роты дворян в Азовском походе(1696).
- Ильин Осип Петрович — стольник, был в войсках под Азовом (1696), в боя с татарами ранен из лука стрелою в колено левой ноги.
- Ильин Алексей Иванович П. Н. Петров. История родов русского дворянства. Т. 1. Изд. Герман Гоппе. СПб. 1886 г. стр. участвовал в Азовском походе (1696), где был ранен из лука стрелою в левую сторону груди, стольник (1703).
- Ильины: Уар Кириллович, Пётр Кузьмич, Семён и Кондратий Петровичи, Кузьма Денисович, Лев и Лев Панкратьевичи, Иван (Меньшой) Яковлевич Дорофей Григорьевич — стряпчие (1658—1703)
- Ильины: Кирилл Григорьевич, Иван Яковлевич, Василий Денисович, Андрей Андреевич, Артемий Лукьянович — московские дворяне (1672—1703).
- Ильины: Фёдор Андреевич, Яков Иванович, Осип Яковлевич, Нефёд Алексеевич, Тимофей, Осип и Игнатий Петровичи, Емельян Назарьевич, Сидор и Григорий Артемьевичи, Павел и Гаврила Григорьевичи — стольники (1686—1703)[12][13][14].
- Ильин Александр Александрович (1839—1879) — дворянин, профессор, участвовал в программе для разбора учебников для народных школ.
- Ильин Александр Васильевич (ум. 1849) — офицер морской артиллерии.
- Ильин Алексей Афиногенович (1834—1889) — дворянин, генерал-лейтенант.
- Алексей Алексеевич Ильин (1858—1942) — государственный деятель, историк, нумизмат, картограф.
- Ильин Василий Фёдорович (1771—1821) — дворянин, генерал-майор.
- Ильин Дмитрий Сергеевич (ум. 1804) — герой Кавказской войны.
- Ильин Николай Иванович (1777—1823) — драматург.
- Ильин Николай Павлович (1830—1892) — дворянин, тайный советник, член Совета Министра финансов.
- Ильин Иван Александрович (1883—1954) — русский философ, доктор государственных наук, профессор.
- Ильин Евгений Павлович (1933—2015) — советский и российский психолог. Кандидат биологических наук (1961), доктор психологических наук (1968), профессор.